# Viktor Plasil
Viktor Plasil (* 5. Dezember 1926 in Wien als Victor Plasil; † 1. September 2009 ebenda) war ein österreichischer Jazzschlagzeuger.

## Leben und Wirken
Plasil war seit 1943 als Musiker aktiv und trat zunächst mit Herbert Mytteis und Ernst Landl in der Steffl-Diele auf. Dann arbeitete er unter  Landl und im Hot Club Vienna, der bis 1949 bestand und unter Hans Koller die wohl wichtigste Jazzcombo Österreichs in den frühen Nachkriegsjahren war. Engagements im Harmona Orchester Othmar Serha, bei den Record Melodikern, in der Standard Jazz Band und dem Tanzorchester Horst Winter schlossen sich an. Weiterhin spielte er im Orchester von Johannes Fehring. Auch gehörte er zum Symphonischen Jazzorchester der RAVAG. 1954 gründete er mit Joe Zawinul, Carl Drewo, Hans Salomon und Rudolf Hansen die Austrian All Stars, die bis 1957 bestanden,  und auch mit Friedrich Gulda auftraten und aufnahmen (Vienna Jazz Workshop); er gehörte auch zum Zawinul Trio (mit Johnny Fischer). 1957 ging er mit Zawinul, Bud Shank, Bob Cooper und Albert Mangelsdorff auf Tournee. Dann gehörte er zum Michael Starch Trio, das auch mit Eddie Lockjaw Davis spielte, und wiederum zum Sextett von Hans Koller. Als Mitglied der Band von Fatty George war er an der Aufnahme von H. C. Artmann mit seiner Übertragung von Villon-Gedichten beteiligt. Ende der 1960er Jahre spielte er im Rudi Wilfer Trio und in der ORF-Big Band. Weiterhin nahm er mit Topsy Küppers auf.
Plasil, der laut Jazz Podium in den ersten beiden Jahrzehnten nach Kriegsende Österreichs wichtigster Jazzschlagzeuger war, starb 2009 nach langer Krankheit. Er wurde am Wiener Zentralfriedhof bestattet.

## Diskographische Hinweise
- Bud Shank, Bob Cooper European Tour ’57
- Hans Koller Exclusiv (1959–1963)